# Jerry Ocasio
Gerald Ocasio Serrano, detto Jerry (19 febbraio 1958), è un ex cestista portoricano.

## Carriera
Con Porto Rico ha disputato i Giochi panamericani di Indianapolis 1987 e i Campionati americani del 1988.